# Вольный ветер (оперетта)
«Вольный ветер» — оперетта И. О. Дунаевского, написанная им в 1947 году. Либретто В. Винникова, В. Крахта, В. Типота.

## Сюжет
Действие оперетты происходит, как сказано в авторской ремарке, «в стране, которой нет на географической карте». Либретто оперетты создавалось в 1947 году, в период нарастающего советско-югославского конфликта и гражданской войны в Греции. Это наложило отпечаток на сюжет оперетты — многие персонажи имеют славянские имена, в музыке отчётливо прослеживаются хорватские мотивы (см. ниже), так что изображённая в оперетте страна, народ которой ведёт борьбу против продажной власти и иностранной оккупации, без труда отождествляется с Югославией. При более поздних постановках и в экранизациях оперетты югославские мотивы частично затушёваны — имя Янко заменено на Янго, имя Стан на Стэн и т. д.
Война закончилась, и матросы портового города мечтают снова выйти в море. Однако власть после ухода фашистов захватили американцы в лице мистера Честерфильда и его подопечного Георга Стана, совсем недавно активно сотрудничавшего с фашистскими захватчиками. А бывший партизанский вождь Янко, прозванный в народе Стефаном-мстителем, вынужден скрываться, за его голову и сейчас обещана награда, только в другой валюте.
Стан сообщает радостную весть: корабли выходят в море и доставят скоропортящийся груз фруктов. Моряки ликуют и празднуют новость в своём любимом кабачке «Седьмое небо». Приходят сюда Янко и Стелла, дочь бедной матросской вдовы Клементины. Они любят друг друга. Но Георг Стан также увлечен красавицей Стеллой. Он узнаёт, что Янко разыскивается полицией, и угрожает Стелле выдать Янко. Стелла жертвует собой, соглашаясь на брак со Станом. Выручает Пепита, подруга Стеллы, весёлая и бойкая подавальщица кабачка «Седьмое небо» — с помощью Михася, влюбленного в неё племянника Стана, она завладевает компрометирующими Стана бумагами из его сейфа.
Одновременно оказывается, что «скоропортящийся груз» — это не фрукты, а оружие, предназначенное для порабощения маленькой свободолюбивой заморской страны. Это известие приносит Стелла, снимая с себя подозрение в измене и возвращая любовь Янко. Матросы и докеры по призыву Янко отказываются от погрузки оружия — они долго ждали работы, но лучше подождут ещё немного! Зато уж выйдут в свое море, на своих кораблях, со своим грузом, и их паруса наполнит свой, вольный ветер!

## Действующие лица
Многие имена персонажей шутливо-пародийны. Имя главной героини (Стелла Марич) происходит от одного из титулов Девы Марии: Stella Maris (звезда морей). Друзьям-матросам Фоме и Филиппу даны имена апостолов, имя Цезаря Галля заставляет вспомнить «Записки о галльской войне» Юлия Цезаря.
- Клементина Марич, вдова моряка
- Стелла, её дочь
- Янко (Стефан)
- Фома, матрос
- Филипп, матрос
- Пепита, служанка кабачка «Седьмое небо»
- Георг Стан, богатый судовладелец
- Микась, его племянник
- Цезарь Галль, старый актер
- Регина де Сен-Клу, невеста Микася

## Музыка
Дунаевский широко использовал в оперетте мелодику югославских республик. Например, баркарола-дуэт Стеллы и Янко представляет собой переработанную хорватскую народную песню, в финале II акта также звучит хорватский танец.

## Музыкальные номера
Ниже представлен список музыкальных номеров по клавиру 1955 года.
- Увертюра

Действие первое
- № 1. Куплеты Фомы и Филиппа. Есть у нас один моряк…
- № 2. Ария Клементины. Стелла, я была такой, как ты…
- № 3. Дуэт Стеллы и Янко. Стелла! Я всегда и повсюду с тобой…
- № 4. Ансамбль в кабачке «На седьмом небе». Еще не вымыты полы… (Пепита, Монна, Берта)
- № 5. Песенка и танец Пепиты. Чертову дюжину детишек…
- № 6. Первый дуэт Пепиты и Микки. Я вас люблю!
- № 7. Куплеты хозяина с ансамблем. Пусть бар наш сегодня сверкает…
- № 8. Матросская песня. Трудно моряку без корабля… (мужской хор)
- № 9. Песня о вольном ветре. Я песню знал в родном краю… (Галль, хор)
- № 10. Финал I акта. Где Янко? — Стелла, что случилось?

Действие второе
- № 11. Вокализ (женский хор)
- № 12. Рассказ Янко и сцена со Стеллой. Был тихий день…
- № 13. Куплеты Фомы и Филиппа («Фигурально говоря»). В наше время без улыбки…
- № 14. Второй дуэт Пепиты и Микки. Свет зари в окне…
- № 15. Танц-квартет (Клементина, Галль, Фома, Филипп)
  - А. Вальс. Струится нежно вальс…
  - Б. Фокстрот. Фокс плясать совсем не фокус
  - В. Песенка Клементины и танец. Жил да был один старик…
- № 16. Куплеты Регины де Сен-Клу[4]. Ах, с детства я была такой святою…
- № 17. Ариозо Стеллы. Янко, вновь, как прежде…
- № 18. Финал II акта
  - А. Хор и пляска. Эх, на свете лучше песен ничего нет! (хор)
  - Б. Танцы. Andante — Allegretto — L’istesso tempo
  - В. Свадебные куплеты. До нас дошли дурные вести…

Действие третье
- № 19. Куплеты полицейских. У нас, как за границею…
- № 20. Песня Янко. Ты видел всё, морской солёный ветер
- № 21. Финал оперетты. Друг мой, будь как вольный ветер…

## Записи, радиомонтажи и экранизации
Ранние записи отдельных номеров из оперетты.
- 1947: Дуэт Стеллы и Марко [№ 3] (И. П. Вильшанская, Константин Н. Лапшин, акк. оркестр, дирижёр Г. С. Фукс-Мартин)
- 1947: Баркарола Стеллы и Марко [из № 10] (И. П. Вильшанская, Константин Н. Лапшин, акк. оркестр, дирижёр Г. С. Фукс-Мартин)
- 1947: Куплеты Фомы и Филиппа [№ 1] (А. А. Орлов, К. И. Зорин, Оркестр Ленинградского театра музыкальной комедии, дирижёр М. П. Воловац)
- 1947-1948: Песенка иностранных моряков «Фигурально говоря» [№ 13] (А. А. Орлов, К. И. Зорин, Оркестр Ленинградского театра музыкальной комедии, дирижёр М. П. Воловац)
- 1950: Песенка Пепитты [sic] [№ 5] (Кира Шеляховская, акк. оркестр, дирижёр И. О. Дунаевский)
- 1950: Дуэт Пепитты и Микки [№ 14] (Кира Шеляховская, П. М. Понтрягин, акк. оркестр, дирижёр И. О. Дунаевский)
- 1951: Дуэт моряков [№ 1] (О. Н. Разумовский, В. Н. Катеринский, акк. оркестр, дирижёр Е. П. Заблоцкий)
- 1952: Песенка Пепиты [№ 5] (В. И. Красовицкая, акк. оркестр, дирижёр А. С. Бадхен)

Ранние записи фантазий и попурри на темы из оперетты.
- 1948: Фантазия на темы оперетты [из № 9, 1, 3, 8, 7; 2, 18В, 1, 9] (оркестр, дирижёр Г. С. Фукс-Мартин)
- 1950: Мотивы из оперетты, попурри [из № 1 и 3] (оркестр, дирижёр М. С. Ветров)
- 1951: А. Н. Цфасман. Фантазия для фортепиано на темы оперетты [из № 8, 2, ?, 1; 3, 5, 9] (А. Н. Цфасман)

Радиомонтажей оперетты существует два.
- 1952: главные партии поют Вера Красовицкая и Николай Петров; хор и оркестр Всесоюзного радиокомитета, дирижёр Л. П. Пятигорский
- 1959: главные партии поют Наталья Соколова и Евгений Кибкало.

По оперетте были сняты два кинофильма.
- «Вольный ветер» (1961), с Лионеллой Скирдой.
- «Вольный ветер» (1983), с Ларисой Белогуровой.

### Издания произведения
- Дунаевский И. О. Вольный ветер [Ноты] : оперетта в 4 действиях, 5 картинах / либр. В. Винникова, В. Крахта и В. Типота. — Клавир. — Москва : Музыкальный фонд СССР, 1955. — 232 с.
- Дунаевский И. О. Собрание сочинений : в 12 томах. Т. 11. Сольные, ансамблевые и хоровые номера из оперетты «Вольный ветер» [Ноты]. — Москва : Советский композитор, 1972. — 168 с.